# Смолев, Василий Фёдорович
Васи́лий Фёдорович Смо́лев (21 декабря 1919, Чёрныш, Северо-Двинская губерния — 23 августа 1988, Чёрныш, Коми АССР) — моторист бензопилы Ношульского лестранхоза Коми АССР, Герой Социалистического Труда (1957).

## Биография
Родился 21 декабря 1919 года в селе Чёрныш (ныне — Прилузского района Республики Коми) в крестьянской семье. Коми. С 1932 года работал в лесной промышленности. Был вальщиком Чернышского лесопункта Ношульского лестранхоза.
В 1939—1946 годах служил в Красной Армии, старший сержант, принимал участие в боях в составе 3-го Украинского фронта, будучи старшим мотористом понтонной роты 2-го отдельного тяжёлого понтонного полка.
После демобилизации вернулся на родину. Снова стал работать вальщиком, затем бригадиром малой комплексной бригады в Ношульском лестранхозе. Возглавляемый им коллектив ежегодно заготовлял более 15 тысяч кубометров древесины.
Указом Президиума Верховного Совета СССР от 5 октября 1957 года за выдающиеся успехи, достигнутые в деле развития лесной промышленности, Смолеву Василию Фёдоровичу присвоено звание Героя Социалистического Труда с вручением ордена Ленина и золотой медали «Серп и Молот».
Избирался депутатом (от Коми АССР) Совета Национальностей Верховного Совета СССР 5-го созыва (1958—1962).
Жил в селе Чёрныш. Скончался 23 августа 1988 года; похоронен на кладбище села Чёрныш.

## Награды
- медаль «За боевые заслуги» (4.5.1944)[5]
- Герой Социалистического Труда (орден Ленина и медаль «Серп и Молот»; 5.10.1957)[1][2]
- орден Отечественной войны II степени (6.4.1985)[6]

## Комментарии
1. ↑  В ряде источников[1][4] указывается год смерти 1984, по-видимому, ошибочно.